# Breno (século III a.C.)

Migração gaulesa à Grécia e Ásia Menor no século III a.C.

Brennus ou Breno (? — 279 a.C.) foi o líder do exército gaulês que, em 279 a.C., invadiu a Macedônia e o norte da Grécia. Ele derrotou o exército grego no passo das Termópilas e em seguida saqueou Delfos, onde foi ferido. Em seguida, penetrou pela região de Epiro, onde saqueou os tesouros dos templos de Zeus em Dodona e Olímpia. Encontrando uma feroz resistência dos gregos, retrocedeu à Macedônia, onde morreu devido aos seus ferimentos.
Diodoro Sículo apresenta uma versão diferente para a sua morte: depois de atacar Delfos, ser três vezes ferido, e perder vários homens, ele mandou que seus homens o matassem e a todos os feridos, queimassem as carroças, retornassem para casa sem carregar peso e escolhessem Cicório como rei. Em seguida, ele bebeu vinho puro, e se matou.
Sem ele, seu povo dividiu-se. Alguns cruzaram o Estreito de Bósforo e estabeleceram-se numa região da Ásia Menor que viria a ser chamada Galácia, enquanto outros estabeleceram-se na Trácia, fundando uma cidade-estado de curta existência chamada Tílis. Os demais retornaram à Gália, levando consigo os tesouros saqueados durante a campanha.